# Ґільва
Ґільва (пол. Gilwa) — село в Польщі, у гміні Прабути Квідзинського повіту Поморського воєводства.
Населення — 123 особи (2011).
У 1975-1998 роках село належало до Ельблонзького воєводства.

## Демографія
Демографічна структура станом на 31 березня 2011 року:
|          | Загалом | Допрацездатний вік | Працездатний вік | Постпрацездатний вік |
| -------- | ------- | ------------------ | ---------------- | -------------------- |
| Чоловіки | 67      | 14                 | 51               | 2                    |
| Жінки    | 56      | 15                 | 29               | 12                   |
| Разом    | 123     | 29                 | 80               | 14                   |